# Сахновщина (станція)
Сахновщина — проміжна залізнична станція Харківської дирекції Південної залізниці між зупинними пунктами 122 км (7 км) та 136 км (8 км). Розташована в однойменному селищі Берестинського району Харківської області.

## Історія
Станція відкрита у 1901 році під час будівництва залізничної лінії Констянтиноград — Лозова. Назву станція отримала на честь поміщика Сахновського, через маєток якого була прокладена залізниця.

## Пасажирське сполучення
На станції зупиняються приміські поїзди сполученням Берестин — Лозова та Полтава — Лозова та пасажирські поїзди далекого сполучення № 101/102 Херсон — Київ — Краматорськ (з 3 березня 2025 року поїзду призначена тарифна зупинка по станції Сахновщина) та № 103/104 «Незламність» сполученням Краматорськ — Львів.
До російської збройної агресії проти України у Сахновщині мали зупинку також нічний швидкий фірмовий поїзд № 20 «Лугань» Київ — Луганськ, пасажирські поїзди Львів — Луганськ (до 1958 та у 1970—1990 роках відповідно № 322/321 Львів — Ворошиловград та № 318/317 Хмельницький — Дебальцеве)